# Lărguța, Cantemir
Lărguța este un sat din raionul Cantemir, Republica Moldova.
Între Capaclia și Lărguța se întind Codrii Tigheci, o arie protejată din categoria rezervațiilor peisagistice.

## Etimologie
Se crede și este foarte probabil că numele satului provine de la hidronimul Larga. De altfel, la început satul așa și se numea- Larga.  Deacea locuitorii satului sunt numiți LĂRGENI, LĂRGENCE. După anul 1836 satul apare în documente cu numele Lărguța, probabil pentru a-l deosebi de satul omonim situat la gura aceluiași râu,în apropiere de orașul Cahul. 

## Geografie
Lărguța se află în sudul Republicii Moldova. Satul este așezat pe unul dintre cele mai înalte dealuri din Moldova și cel mai înalt din podișul de sud al republicii, cu cota de 301 m deasupra nivelului Mării Negre și are o suprafață de 3 km pătrați (360 ha  pătrați)

## Bogății minerale
Pe teritoriul Lărguței și a împrejurimilor sale au fost descoperite și exploatate zăcăminte de argilă și nisip, folosite în construcție. În perioada sovietică nisipul se extrăgea din cariera numită de localnici Nisipărie, iar argila se extrăgea pe Saca, din locul numit Ruptură. La picioarele celor două antene de telefonie mobilă, de mai multe decenii în urmă au fost descoperite zăcăminte de bentonită, care încă nu au fost niciodată exploatate.

## Hidrografie
În partea de nord-est al satului, sub poalele pădurii își pornește izvorul râul Larga, care traversează apoi valea cu același nume, traversând satele Cărpești, Lingura, Tartaul, Ciobalaccia, Flocoasa, Constantinăuca, intră în valea Prutului și se revarsă în Prut la nord de satul Chircani. Râul are o lungime de 37,6 km. De-a lungul râului, în perimetru satului a fost amenajat un lac, rezervoar pentru irigația culturilor. Tot în partea de nord-est al satului intramuros, își i-a izvorul pârâul Saca, care traversează satul spre sud-vest, formând la ieșire din sat un lac amenajat, traversează valea Seacă și se revarsă în Prut lângă satul Țiganca. În Lărguța au fost săpate, de-a lungul timpului, vreo 88 de fântâni cu apă potabilă, cel mai mare număr din tot bazinul râului Larga.

## Structura etnică
Structura etnică a localității conform recensământului populației din 2004:
| Grup etnic                                               | Populație | % Procentaj  |
| -------------------------------------------------------- | --------- | ------------ |
| Băștinași declarați Moldoveni Băștinași declarați Români | 2753 12   | 99,03% 0,43% |
| Ruși                                                     | 8         | 0,29%        |
| Ucraineni                                                | 4         | 0,14%        |
| Bulgari                                                  | 3         | 0,11%        |
| Total                                                    | 2780      |              |

## Evoluția populației satului Lărguța 1772-2017[9]
| anul | nr. gospodării          | nr. locuitori | contribuabili la buget |
| ---- | ----------------------- | ------------- | ---------------------- |
| 1772 | 69                      |               |                        |
| 1803 | 46                      |               |                        |
| 1857 |                         | 821           |                        |
| 1904 | 87 case                 | 670           |                        |
| 1940 |                         | 2772          | 612                    |
| 1942 |                         | 2513          | 618                    |
| 1944 |                         | 2595          | 639                    |
| 1979 |                         | 2852          |                        |
| 1989 |                         | 3223          |                        |
| 2004 |                         | 2780          |                        |
| 2014 | 827 case (32 nelocuite) | 2592          |                        |
| 2017 | 823 case (30 nelocuite) | 2776          |                        |

## Administrație și politică
Primari ai satului
| Perioada   | IDENTITATE                                                             | ETICHETĂ.                                | CALITATE               |
| ---------- | ---------------------------------------------------------------------- | ---------------------------------------- | ---------------------- |
| 1871       | Marin Zaharia și Tudor Hanganu                                         |                                          |                        |
| 1873       | Marin Roabeș                                                           |                                          |                        |
| 1905       | Ilie Bahrin                                                            |                                          |                        |
| 1937-1938  | Vasile Zaharia                                                         |                                          |                        |
| 1938       | Ștefan Zmeu și Dima Zaharia                                            |                                          |                        |
| 1940       | Dumitru Tarnovschi                                                     |                                          |                        |
| 1941-1942  | Dumitru Zmeu                                                           |                                          |                        |
| 1942-1943  | Constantin V. Zaharia                                                  |                                          |                        |
| 1945-1991  | Satul a fost administrat de mai mulți președinți ai sovietului sătesc. |                                          |                        |
| 1991-1995  | Ion Marin, fost secretar al PCUS.                                      |                                          | Profesor de matematică |
| 1995- 1999 | Alexandru Zaharia                                                      |                                          | Profesor de Română     |
| 1993-2003  | Sava Baciu, fost secretar de Komsomol.                                 |                                          | Polițist               |
| 2003       | Alexandru Zaharia revine.                                              |                                          |                        |
| 2009       | Dumitru Tarnovschi                                                     | Alianța Moldova Noastră                  | Inginer- mecanic.      |
| 2014       | Alexandru Zaharia, reales.                                             |                                          |                        |
| 2015       | Dumitru Tarnovschi, reales.                                            | Platforma Populară Europeană din Moldova |                        |
| 2019       | Viorel Dogaru                                                          | Partidul Democrat din Moldova            | Pădurar                |
| 2023       | Viorel Dogaru, reales.                                                 | Partidul Democrat din Moldova            |                        |

Componența Consiliului local Lărguța (11 consilieri), ales la 5 noiembrie 2023, este următoarea:
|  | Partid                                        | Consilieri | Componență | Componență | Componență | Componență | Componență | Componență | Componență | Componență |
|  | --------------------------------------------- | ---------- | ---------- | ---------- | ---------- | ---------- | ---------- | ---------- | ---------- | ---------- |
|  | Partidul Social Democrat European             | 8          |            |            |            |            |            |            |            |            |
|  | Partidul Acțiune și Solidaritate              | 2          |            |            |            |            |            |            |            |            |
|  | Partidul Dezvoltării și Consolidării Moldovei | 1          |            |            |            |            |            |            |            |            |